# Marianne Birthler
Marianne Birthler (Berlin, 22 janvier 1948) est une défenseure des droits de l'homme et personnalité politique allemande.

## Biographie
Elle est membre du parti Alliance 90 / Les Verts.
De 2000 à 2011 elle est commissaire fédérale chargée des Archives de la Stasi.